# Trentepohlia brassi
Trentepohlia brassi là một loài ruồi trong họ Limoniidae. Chúng phân bố ở miền Australasia.